# Jezioro Nadolne
Nadolno (niem. Naddolen See) – niewielkie jezioro na Pojezierzu Poznańskim, w powiecie międzyrzeckim, w gminie Przytoczna.

## Charakterystyka
Jezioro położone wśród terenów uprawnych w odległości kilkuset metrów od północnych krańców miejscowości Przytoczna. W pobliżu zachodnich brzegów jeziora zlokalizowana jest oczyszczalnia ścieków gminy Przytoczna. Jest to jezioro przepływowe.